# Wiener Übereinkommen über den Straßenverkehr
Die Wiener Straßenverkehrskonvention bzw. das Wiener Übereinkommen über den Straßenverkehr, offiziell nur Übereinkommen über den Straßenverkehr (schweizerisch Übereinkommen über den Strassenverkehr geschrieben), englisch Convention on Road Traffic, französisch Convention sur la circulation routière, von 1968 ist ein internationaler Vertrag, der den Straßenverkehr durch Standardisierung der Verkehrsregeln sicherer machen soll.

## Geschichte
Mit dem stetig wachsenden Fahrzeugbestand und dem Ansteigen des internationalen Handels- und Reiseverkehrs auf den europäischen Straßen mussten bereits sehr früh staatenübergreifende Regelungen zur Sicherung des Straßenverkehrs getroffen werden. Daher wurden bereits 1909 die Pariser Konvention über den Kraftfahrzeugverkehr, 1926 die Pariser Übereinkommen über den Kraftfahrzeugverkehr und über den Straßenverkehr und 1949 das Genfer Abkommen über den Straßenverkehr abgeschlossen.
Wegen der weiteren starken Ausdehnung des Straßenverkehrs beschloss der Wirtschafts- und Sozialrat der Vereinten Nationen 1964, Entwürfe neuer Übereinkommen auszuarbeiten, die das Genfer Abkommen über den Straßenverkehr und das Genfer Protokoll über Straßenverkehrszeichen ersetzen sollten. Das neue Übereinkommen über den Straßenverkehr wurde bei der Weltkonferenz der Vereinten Nationen über den Straßenverkehr, die vom 7. Oktober bis 8. November 1968 in Wien stattfand und vom Generalsekretär der Vereinten Nationen gemäß den Resolutionen 1129 (XLI) und 1203 (XLII) des Wirtschafts- und Sozialrates einberufen worden war, vorbereitet und zur Unterzeichnung aufgelegt. Die Konferenz bereitete auch das Wiener Übereinkommen über Straßenverkehrszeichen vor und legte es zur Unterzeichnung auf und verabschiedete die Schlussakte.
Das Übereinkommen trat am 21. Mai 1977 in Kraft und ersetzt gemäß seinem Artikel 48 im Verhältnis zwischen den Vertragsparteien frühere Übereinkommen über den Straßenverkehr, insbesondere das Genfer Abkommen über den Straßenverkehr.

### Vertragsparteien

Vertragsparteien des Wiener Übereinkommens über den Straßenverkehr

Das Übereinkommen wurde bisher (Stand Januar 2023) von 88 Staaten ratifiziert.
| Vertragsstaat                | Inkrafttreten des Wiener Abkommens |
| ---------------------------- | ---------------------------------- |
| Ägypten                      | 15. Dezember 2024                  |
| Albanien                     | 29. Juni 2001                      |
| Andorra                      | 25. September 2025                 |
| Armenien                     | 8. Februar 2006                    |
| Aserbaidschan                | 3. Juli 2003                       |
| Äthiopien                    | 25. August 2022                    |
| Bahamas                      | 14. Mai 1992                       |
| Bahrain                      | 21. Mai 1977                       |
| Belarus                      | 21. Mai 1977                       |
| Belgien                      | 16. November 1989                  |
| Benin                        | 7. Juli 2023                       |
| Bosnien und Herzegowina      | 6. März 1992                       |
| Brasilien                    | 29. Oktober 1981                   |
| Bulgarien                    | 28. Dezember 1979                  |
| Elfenbeinküste               | 24. Juli 1986                      |
| Dänemark                     | 3. November 1987                   |
| Deutschland                  | 3. August 1979                     |
| El Salvador                  | 27. August 2025                    |
| Estland                      | 24. August 1993                    |
| Finnland                     | 1. April 1986                      |
| Frankreich                   | 21. Mai 1977                       |
| Georgien                     | 23. Juli 1994                      |
| Griechenland                 | 18. Dezember 1987                  |
| Guyana                       | 21. Mai 1977                       |
| Honduras                     | 3. Februar 2021                    |
| Irak                         | 1. Februar 2018                    |
| Iran                         | 21. Mai 1977                       |
| Israel                       | 21. Mai 1977                       |
| Italien                      | 2. Oktober 1997                    |
| Kap Verde                    | 12. Juni 2019                      |
| Kasachstan                   | 4. April 1995                      |
| Katar                        | 6. März 2014                       |
| Kenia                        | 9. September 2010                  |
| Kirgisistan                  | 30. August 2007                    |
| Demokratische Republik Kongo | 25. Juli 1978                      |
| Kroatien                     | 8. Oktober 1991                    |
| Kuba                         | 30. September 1978                 |
| Kuwait                       | 14. März 1981                      |
| Lettland                     | 19. Oktober 1993                   |
| Liberia                      | 16. September 2006                 |
| Liechtenstein                | 2. März 2021                       |
| Litauen                      | 20. November 1992                  |
| Luxemburg                    | 21. Mai 1977                       |
| Malediven                    | 9. Januar 2024                     |
| Marokko                      | 29. Dezember 1983                  |
| Republik Moldau              | 26. Mai 1994                       |
| Monaco                       | 6. Juni 1979                       |
| Mongolei                     | 19. Dezember 1998                  |
| Montenegro                   | 3. Juni 2006                       |
| Myanmar                      | 26. Juni 2020                      |
| Niederlande                  | 8. November 2008                   |
| Niger                        | 21. Mai 1977                       |
| Nigeria                      | 18. Oktober 2019                   |
| Nordmazedonien               | 17. November 1991                  |
| Norwegen                     | 1. April 1986                      |
| Oman                         | 9. Juni 2021                       |
| Österreich                   | 11. August 1982                    |
| Pakistan                     | 19. März 1987                      |
| Palästina                    | 11. November 2020                  |
| Peru                         | 6. Oktober 2007                    |
| Philippinen                  | 21. Mai 1977                       |
| Polen                        | 23. August 1985                    |
| Portugal                     | 30. Oktober 2011                   |
| Rumänien                     | 9. Dezember 1981                   |
| Russland                     | 21. Mai 1977                       |
| San Marino                   | 21. Mai 1977                       |
| Saudi-Arabien                | 12. Mai 2017                       |
| Schweden                     | 25. Juli 1986                      |
| Schweiz                      | 11. Dezember 1992                  |
| Senegal                      | 21. Mai 1977                       |
| Serbien                      | 27. April 1992                     |
| Seychellen                   | 11. April 1978                     |
| Simbabwe                     | 31. Juli 1982                      |
| Slowakei                     | 1. Januar 1993                     |
| Slowenien                    | 25. Juni 1991                      |
| Südafrika                    | 1. November 1978                   |
| Tadschikistan                | 9. März 1995                       |
| Thailand                     | 1. Mai 2021                        |
| Tschechien                   | 1. Januar 1993                     |
| Tunesien                     | 5. Januar 2005                     |
| Türkei                       | 22. Januar 2014                    |
| Turkmenistan                 | 14. Juni 1994                      |
| Uganda                       | 23. August 2023                    |
| Ukraine                      | 21. Mai 1977                       |
| Ungarn                       | 21. Mai 1977                       |
| Uruguay                      | 8. April 1982                      |
| Usbekistan                   | 17. Januar 1996                    |
| Vereinigte Arabische Emirate | 10. Januar 2008                    |
| Vereinigtes Königreich       | 28. März 2019                      |
| -Gibraltar                   | 31. März 2019                      |
| -Guernsey                    | 31. März 2019                      |
| -Jersey                      | 31. März 2019                      |
| Vietnam                      | 20. August 2015                    |
| Zentralafrikanische Republik | 3. Februar 1989                    |

Folgende Staaten haben das Übereinkommen zwar unterzeichnet, aber nicht ratifiziert: Chile, Costa Rica, Ecuador, Ghana, Heiliger Stuhl (Vatikan), Indonesien, Mexiko, Republik Korea, Spanien, Taiwan (Republik China) und Venezuela.
Nicht-Vertragsparteien des Übereinkommens sind unter anderem Argentinien, Australien, die Volksrepublik China, Indien, Kanada und die Vereinigten Staaten von Amerika.

### Inhalt
Die Vertragsparteien verpflichten sich dazu, den internationalen Straßenverkehr zu erleichtern und die Sicherheit auf den Straßen durch die Annahme einheitlicher Verkehrsregeln zu erhöhen. Dazu gehört die Anerkennung der Zulassung der Fahrzeuge der jeweils anderen Staaten. Dies ist jedoch darauf beschränkt, dass die Zulassung durch eine Behörde auf ein behördlich geprüftes Fahrzeug vergeben wurde. Garagenschilder bzw. Händlerkennzeichen (in Deutschland rot mit 05 oder 06; in der Schweiz mit einem U; in Frankreich mit einem W) sind nicht anerkennungspflichtig, da diese nicht durch die Behörden, sondern durch die Autohändler/Werkstätten/Garagisten (temporär) vergeben werden. Darüber hinaus ist Inhalt im Übereinkommen auch die Verpflichtung zum Besitz eines Führerscheins für jeden Fahrzeugführer und die Anerkennung der Führerscheine (Art. 41 Wiener Übereinkommen) und Zulassungsscheine (Art. 3 Nr. 3, Art. 35 Wiener Übereinkommen) der Vertragsparteien.

### Nationales
Die Bundesrepublik Deutschland unterzeichnete das Übereinkommen 1968, ratifizierte es jedoch erst 1978 (Zustimmung des Bundestages und des Bundesrates 1977, Inkrafttreten 3. August 1979). Bei Hinterlegung der Ratifikationsurkunde erklärte die Regierung der Bundesrepublik Deutschland unter Bezugnahme auf die bei der Unterzeichnung erfolgte Anmeldung des Kennzeichens „D“ durch die Bundesrepublik Deutschland, dass diese Anmeldung für den gesamten Bereich erfolgt ist, der durch die Ratifikation des Übereinkommens durch die Bundesrepublik Deutschland in dessen Geltungsbereich einbezogen wird.
Die Deutsche Demokratische Republik trat dem Übereinkommen 1973 (nach Aufnahme beider deutscher Staaten in die UNO und der damit einhergehenden internationalen Anerkennung der Eigenstaatlichkeit) bei und wählte „DDR“ als Unterscheidungszeichen.
Österreich folgte 1982 (Genehmigung durch den Nationalrat und Ratifikation 1981, Inkrafttreten 11. August 1982), die Schweiz 1992 (Genehmigung durch die Bundesversammlung 1978, Ratifikation 1991, Inkrafttreten 11. Dezember 1992) und Liechtenstein erst 2021 (Zustimmung des Landtags 2019, Ratifikation 2020, Inkrafttreten 2. März 2021).
Das Vereinigte Königreich ratifizierte das Übereinkommen am 28. März 2018 im Rahmen der Vorbereitungen der Regierung auf den Brexit. Die Ratifikation erfolgte, um eine weitere Anerkennung von vom Vereinigten Königreich ausgestellten Führerscheinen in jenen Mitgliedstaaten der Europäischen Union sicherzustellen, die nur Vertragsparteien des Übereinkommens, nicht aber des Genfer Abkommens über den Straßenverkehr sind (Deutschland, Estland, Kroatien, Lettland und Litauen). Auf Basis der Richtlinie 2006/126/EG über den Führerschein wird ein vom Vereinigten Königreich ausgestellter Führerschein seit dem Ende des Übergangszeitraums nicht mehr anerkannt. Die Ratifikation erstreckt sich auch auf die Gebiete von Gibraltar, Guernsey und Jersey.

### Europäisches Zusatzübereinkommen und Änderungen
Der Text des Europäischen Zusatzübereinkommens zum Übereinkommen (vollständiger Titel: Europäisches Zusatzübereinkommen zum Übereinkommen über den Straßenverkehr, das in Wien am 8. November 1968 zur Unterzeichnung aufgelegt wurde) wurde vom Inlandtransportkomitee der Wirtschaftskommission für Europa der Vereinten Nationen (UNECE) am 1. Mai 1971 in seiner 30. Sitzung in Genf angenommen. Das Europäische Zusatzübereinkommen wurde am selben Tag zur Unterzeichnung aufgelegt und trat am 7. Juni 1979 in Kraft. Es wurde bisher (Stand April 2022) von 37 Staaten ratifiziert; das Vereinigte Königreich hat es zwar unterzeichnet, aber nicht ratifiziert.
Das Übereinkommen und das Europäische Zusatzübereinkommen sind seit ihrem Inkrafttreten wiederholt geändert worden. Die Änderungen erfolgen in einem vertraglich vorgesehenen, besonderen Verfahren.
| Vertragsstaat           | Inkrafttreten des Europäisches Zusatzübereinkommens |
| ----------------------- | --------------------------------------------------- |
| Albanien                | 6. Juni 2006                                        |
| Aserbaidschan           | 11. Juli 2012                                       |
| Belarus                 | 3. August 1979                                      |
| Belgien                 | 16. November 1989                                   |
| Bosnien und Herzegowina | 6. März 1992                                        |
| Bulgarien               | 28. Dezember 1979                                   |
| Dänemark                | 3. November 1987                                    |
| Deutschland             | 3. August 1979                                      |
| Estland                 | 30. November 1994                                   |
| Finnland                | 1. April 1986                                       |
| Frankreich              | 3. August 1979                                      |
| Georgien                | 15. Mai 2002                                        |
| Griechenland            | 18. Dezember 1987                                   |
| Italien                 | 7. Februar 1998                                     |
| Kasachstan              | 7. Juni 2012                                        |
| Kroatien                | 8. Oktober 1991                                     |
| Lettland                | 20. November 2002                                   |
| Liechtenstein           | 2. März 2021                                        |
| Litauen                 | 31. Januar 1993                                     |
| Luxemburg               | 3. August 1979                                      |
| Republik Moldau         | 27. Oktober 2016                                    |
| Montenegro              | 3. Juni 2006                                        |
| Niederlande             | 8. November 2008                                    |
| Nordmazedonien          | 17. November 1991                                   |
| Österreich              | 11. August 1982                                     |
| Polen                   | 23. August 1985                                     |
| Rumänien                | 9. Dezember 1981                                    |
| Russland                | 3. August 1979                                      |
| Schweden                | 25. Juli 1986                                       |
| Schweiz                 | 11. Dezember 1992                                   |
| Serbien                 | 27. April 1992                                      |
| Slowakei                | 1. Januar 1993                                      |
| Tschechien              | 1. Januar 1993                                      |
| Türkei                  | 17. Mai 2014                                        |
| Turkmenistan            | 31. August 2021                                     |
| Ukraine                 | 3. August 1979                                      |
| Ungarn                  | 3. August 1979                                      |
| Republik Zypern         | 16. August 2017                                     |

## Fahrzeuge im internationalen Verkehr
Das Wiener Übereinkommen schreibt verschiedene Voraussetzungen für Fahrzeuge im grenzüberschreitenden Verkehr vor.
- Ein Fahrzeug, welches sich im grenzüberschreitenden Verkehr befindet, muss ein Kennzeichen vorne und hinten führen. Für Motorräder reicht nur ein Kennzeichen hinten (Art. 36 Nr. 1 Wiener Übereinkommen). Das Kennzeichen muss dem Anhang 2 des Wiener Übereinkommens entsprechen.
- Außer dem Kfz-Kennzeichen muss das Fahrzeug im internationalen Verkehr hinten ein Unterscheidungszeichen des Staates führen, in dem es zugelassen ist (Art. 37 Wiener Übereinkommen). Das Unterscheidungszeichen muss dem Anhang 3 des Wiener Übereinkommens entsprechen und kann Bestandteil vom Kfz-Kennzeichen (z. B. Eurokennzeichen) oder unabhängig vom Kennzeichen angebracht sein (z. B. bei schweizerischen Kfz-Kennzeichen).
- Das Fahrzeug muss alle technischen Voraussetzungen im Anhang 5 des Wiener Übereinkommens erfüllen. Darüber hinaus muss es verkehrssicher sein (Art. 39 Wiener Übereinkommen).
- Für das Fahrzeug muss eine gültige Zulassungsbescheinigung vorliegen. Ist das Fahrzeug für eine nicht im Fahrzeug befindliche Person zugelassen, so soll ein Nachweis vorhanden sein, dass der Fahrzeugführer zum Führen des Fahrzeugs berechtigt ist (Art. 35 Wiener Übereinkommen).

## Rechtsquellen
- United Nations Conference on Road Traffic. Final Act.  Fünfsprachige Fassung: engl., frz., chin., russ., span. (in der Vertragssammlung der Vereinten Nationen → Chapter XI : Transport and Communications → B. Road Traffic → 19; pdf; mit Abschlusserklärung; Text der Konvention dort S. 65 ff).
- Road Traffic and Road Signs and Signals Agreements and Conventions. Wirtschaftskommission für Europa, Convention on Road Traffic, of 8 November 1968 (konsolidierte Fassungen 1993 und 2006 in mehreren Sprachen)

Nationale Fassungen:
- Bundesrepublik Deutschland: BGBl. 1977 II S. 809 (Text S. 811, dreisprachig; pdf).
- Deutsche Demokratische Republik: GBl. 1976 II S. 280, 1980 S. 53
- Österreich: BGBl. 289/1982 (StF; i.d.g.F. online, ris.bka; diverse Abbildung nur im pdf) – mit einer Gesamtübersicht der Vorbehalte und Erklärungen (auch Deutschland, Anfang und Ende des Dokuments).
- Schweiz: SR 0.741.10 (i.d.g.F. online, admin.ch) – mit einer Vergleichstabelle zur deutschen und schweizerischen Terminologie.

Europäisches Zusatzübereinkommen:
- Road Traffic and Road Signs and Signals Agreements and Conventions. Wirtschaftskommission für Europa, European Agreement supplementing the 1968 Convention on Road Traffic, of 1 May 1971 (konsolidierte englische, französische und russische Fassung 2006)
- Bundesrepublik Deutschland: BGBl. 1977 II S. 986 (pdf, dort S. 178).
- Deutsche Demokratische Republik: GBl. 1976 S. 280
- Österreich: BGBl. 290/1982 (StF; i.d.g.F. online, ris.bka).
- Schweiz: SR 0.741.101 (i.d.g.F. online, admin.ch).

Pariser Abkommen (Übereinkommen) über den Kraftfahrzeugverkehr 1926:
- Österreich: BGBl. 304/1930 (StF; i.d.g.F. online, ris.bka).
- Schweiz: SR 0.741.11 (i.d.g.F. online, admin.ch).

Pariser Übereinkommen über den Straßenverkehr 1926 (außer Kraft):
- Österreich: BGBl. 15/1931 (StF).

Genfer Abkommen über den Straßenverkehr 1949:
- Road Traffic and Road Signs and Signals Agreements and Conventions. Wirtschaftskommission für Europa, Convention on Road Traffic, of 19 September 1949 (including Final Act and related documents) (englische, französische und spanische Fassung)
- Österreich: BGBl. 222/1955 (StF; i.d.g.F. online, ris.bka).